# Estrellas del Kremlin

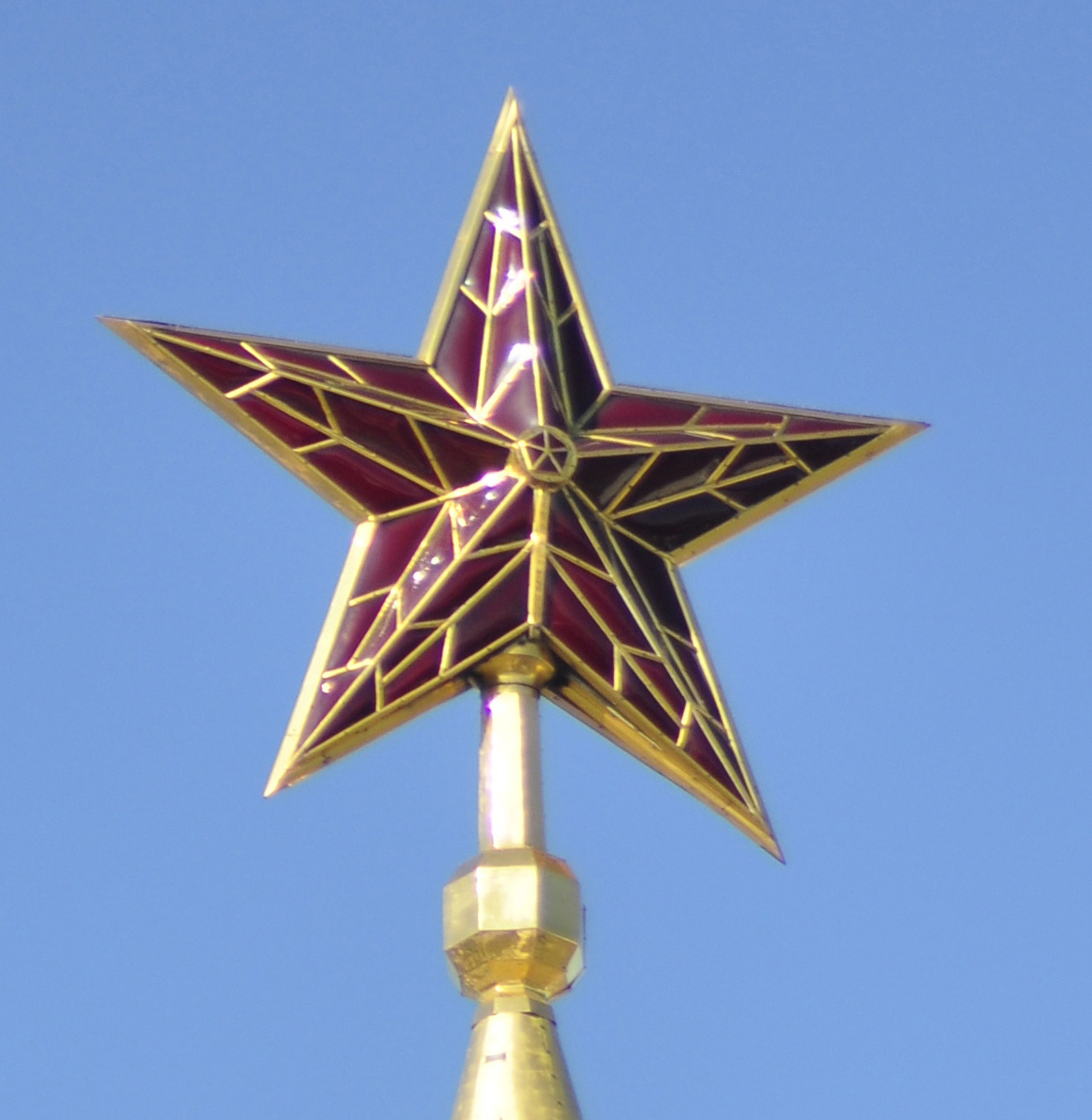
Una estrella del Kremlin de Moscú

Las estrellas del Kremlin (del ruso: Кремлёвские звёзды) son las estrellas pentagonales luminiscentes de color rubí instaladas durante la década de 1930 en cinco de las torres del Kremlin de Moscú, remplazando las águilas imperiales que simbolizaban la Rusia zarista.

## Instalación
Después de la caída del régimen zarista por medio de la Revolución rusa, y de la fundación de la URSS por el líder bolchevique Lenin, el nuevo gobierno soviético inicia el cambio de los símbolos imperiales por otros nuevos. Pero dada la dificultad que representaba quitar las grandes águilas bicéfalas de cobre dorado instaladas en tiempos prerrevolucionarios en las puntas de las torres, esta tarea fue aplazada y olvidada.
Fue en 1930 cuando la División de Operaciones del NKVD instruyó a especialistas de los Talleres Centrales de Restauración Artística, bajo la dirección del reconocido artista y restaurador Ígor Grabar, llevar a cabo el examen de las águilas del Kremlin. Este, en su informe final presentado al secretario del SNK, Nikolái Gorbunov, concluyó que las águilas no podían ser consideradas antigüedades valiosas para formar parte del patrimonio nacional. Gorbunov, a su vez, comunicó al secretario del Comité Ejecutivo Central de la Unión Soviética, Avel Yenukidze, su voluntad de retirar las águilas y sustituirlas por un símbolo soviético.
En un extracto del acta de la reunión del Secretariado del Comité Ejecutivo Central, del 13 de diciembre de 1931, se menciona la propuesta de incluir en las estimaciones para el año 1932 una partida de 95 000 rublos para los costos de retirada de las águilas y su reemplazo con escudos de la Unión Soviética.
Sin embargo, fue hasta agosto de 1935 cuando el Politburó tomó la decisión final: establecer un consejo para la eliminación de las águilas y otro para el diseño de un nuevo símbolo. La responsabilidad del diseño cayó en manos del artista Fiódor Fedorovski, cuyo trabajo fue supervisado personalmente por Stalin. El nuevo símbolo consistió en una estrella pentagonal plana de acero, con los bordes rematados en cobre dorado, y con el escudo soviético incrustado por ambos lados, decorado éste con incrustaciones de oro y piedras preciosas de los Urales.

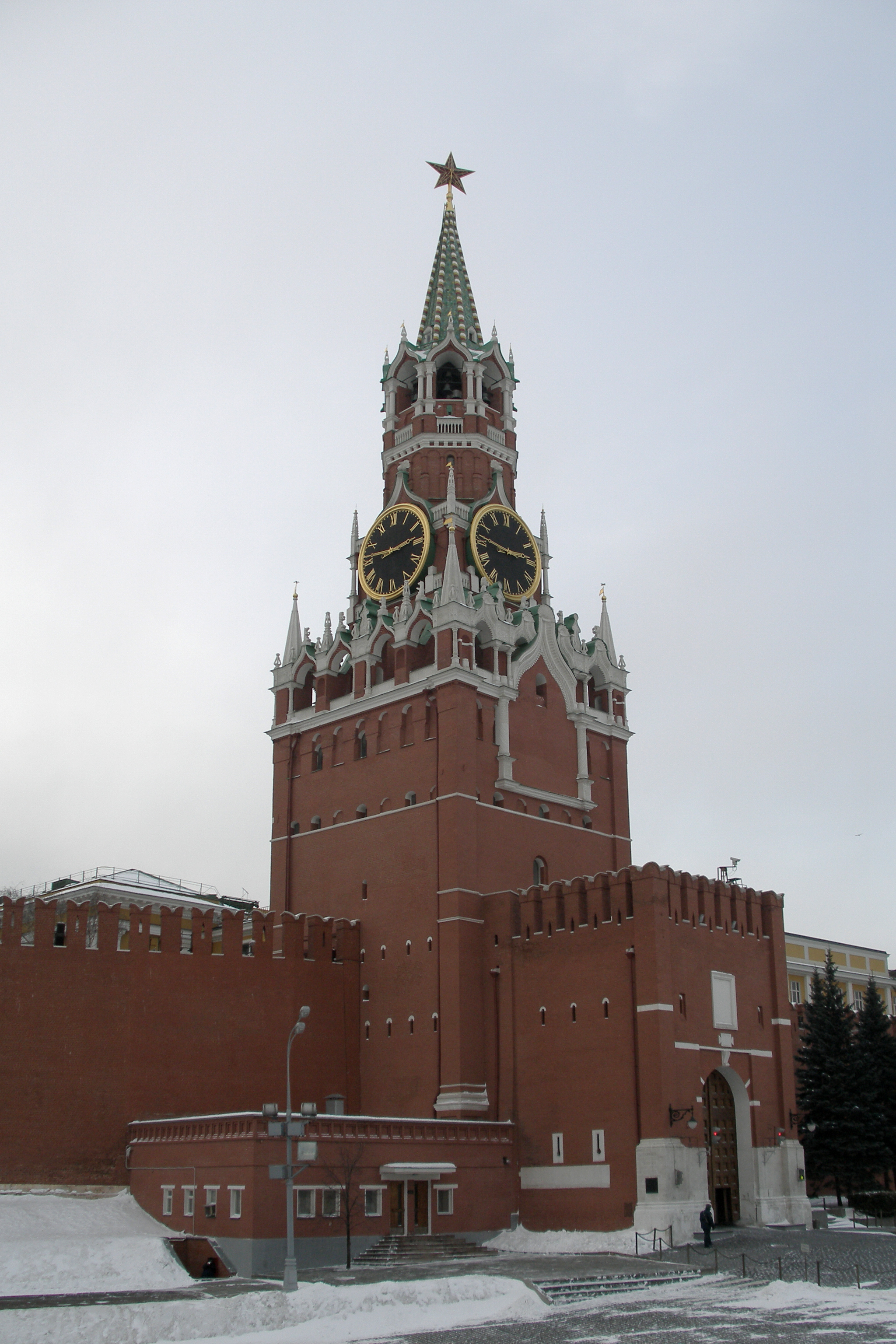
La estrella de la torre Spasskaya

La primera estrella fue instalada en la punta de la Torre Spasskaya el 25 de octubre de 1935. Durante la semana siguiente fueron instaladas otras tres estrellas: en las torres Troitskaya, Nikolskaya y Borovitskaya. Pero estas estrellas pronto comenzaron a ocasionar problemas, su peso de casi una tonelada hacía muy complejo el sistema de soporte al que tenía que ser expuesta la cúpula de cada torre, además de que las piedras preciosas perdieron rápidamente su lustre, por lo que tenían que ser pulidas constantemente. Es por esto que en mayo de 1937 se decidió cambiar las estrellas por otras de diseño diferente. Nuevamente el encargado de su creación fue Fedorovski, quien esta vez se decantó por un diseño más simple, pero llamativo, a base de un cuerpo de vidrio rubí iluminado por dentro. El jefe del proyecto y de la instalación fue el ingeniero Alexandr Landa. Las nuevas estrellas rojas fueron instaladas el 2 de noviembre de 1937, en la época de la celebración del vigésimo aniversario de la Revolución de Octubre. Una estrella más fue sumada a las cuatro anteriores: la de la torre Vodovzvodnaya.

## Características de las estrellas

Diseño de una estrella del Kremlin

La medida y forma de cada una de las estrellas fue definida a partir de la altura y las características arquitectónicas de cada una de las torres. La distancia entre las puntas de la estrella instalada en la torre Vovovzvonaya es de 3 m; en la torre Borovitskaya, 3,2 m; en la torre Troitskaya, 3,5 m; mientras que en las torres Nikolskaya y Spasskaya, 3,75 m. El cuerpo de cada estrella está hecho de acero inoxidable rematado en oro y representa una estrella de cinco puntas, teniendo éstas la forma de una pirámide tetraédrica.
La dureza y rigidez de la construcción fue diseñada para aguantar una presión máxima de un viento huracanado de hasta 200 kp/m² (2 kPa). A pesar de la considerable masa de cada estrella (aproximadamente una tonelada), giran fácilmente cuando el viento cambia de dirección, gracias a que su base está instalada en un rodamiento especial. Debido a su forma, cada estrella siempre se posiciona con su parte frontal de cara al viento. 

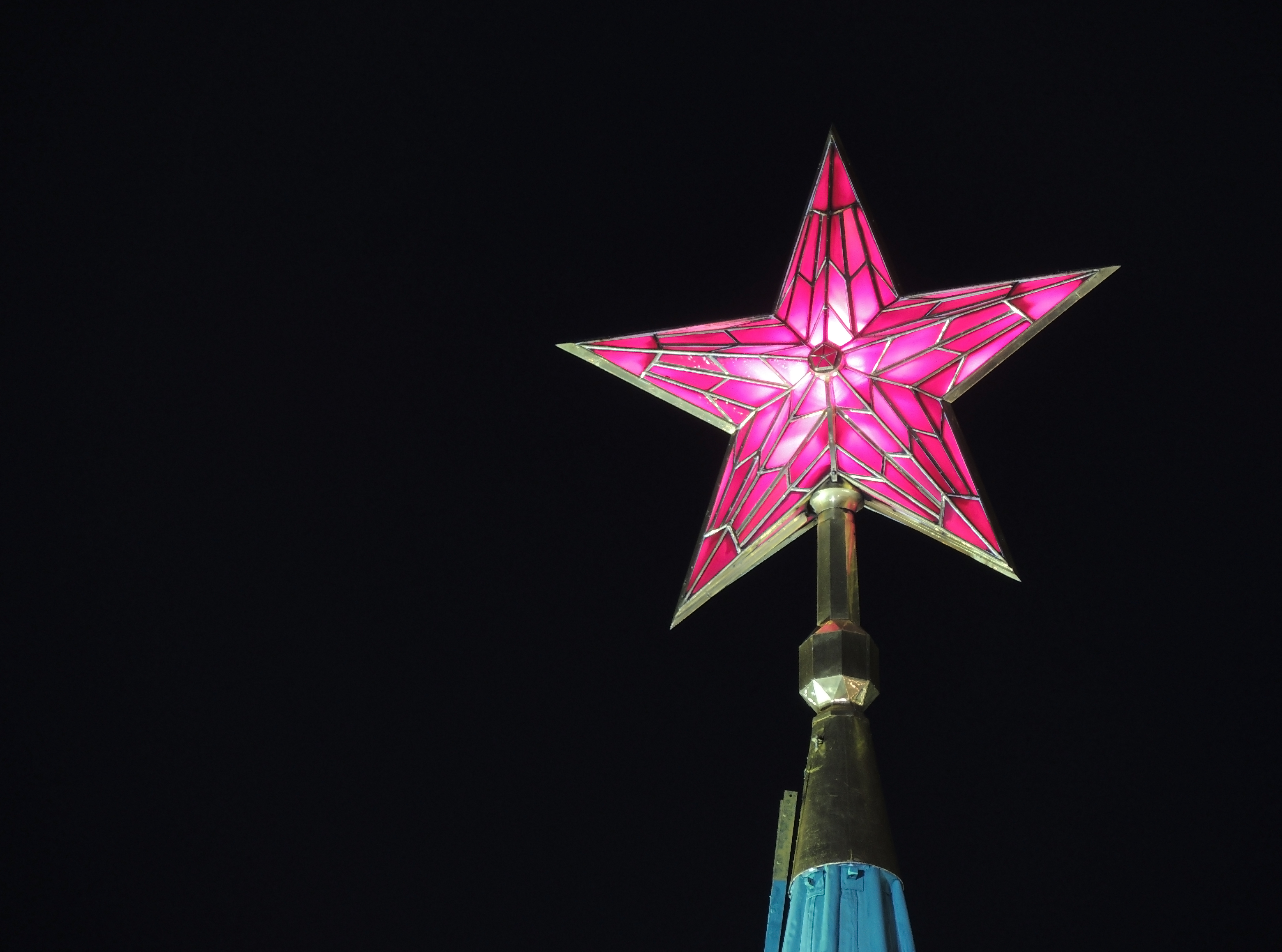
Una estrella iluminada por la noche

Las estrellas están iluminadas desde el interior por medio de lámparas incandescentes de tal forma que se puedan ver contra el cielo. La distribución de la luz del interior de las estrellas está garantizada por refractores, consistentes en placas de vidrio prismático. La potencia de estas lámparas (3,7 kW en las estrellas de las torres Borovitskaya y Vovovzvonaya, de 5 kW en las otras tres) aseguran una buena visibilidad de las estrellas sea de día o de noche. Las lámparas tienen una eficacia luminosa de 22 lm/W. Las lámparas de 5 kW tienen 383 mm de longitud, y el diámetro de sus ampollas es de 177 mm. Las lámparas producen un gran cantidad de calor, por lo que tienen que ser enfriadas. Para tal propósito, cada torre está equipada con dos ventiladores dirigidos hacia la estrella.
Para la fabricación de las estrellas, los expertos tuvieron en consideración el hecho de que tendrían que brillar por la noche y de mantener su color durante el día, de manera que el filamento eléctrico de las lámparas fuese invisible. Además, se tuvo que resolver el problema de que el vidrio rojo iluminado desde fuera por el sol prácticamente se vería negro. Por lo que se instaló una combinación de diferentes tipos de vidrio en las estrellas, rojo rubí en la capa exterior y blanco lechoso en la interior, con una capa de vidrio transparente entre ellas. El vidrio blanco dispersa la luz de las lámparas y refleja la mayor parte de la luz diurna al mismo tiempo, suavizando el oscurecimiento del vidrio rojo durante el día. Para dar más contraste y destacar los rayos de las estrellas, fueron instalados vidrios rojos de diversos tonos, de manera que solo absorbiesen los rayos rojos con una longitud de onda inferior a 6,2 µm. El grosor del vidrio de las estrellas es de 6 a 8 mm. El área de una estrella cubierta con vidrio equivale a 6 m². Las tres capas especiales de vidrio (blanco, transparente y rubí) fueron producidas por la fábrica de vidrio de Gus-Jrustalni.
La maquinaria que sirve a las estrellas se encuentra dentro de las torres. Hay dispositivos especiales de elevación para la limpieza periódica de las estrellas, tanto en su interior como en su exterior, para retirar el polvo y la suciedad. Otra máquina sustituye las lámparas quemadas en unos 30-35 minutos. Todo el proceso es vigilado por técnicos especializados desde una sala de control.

## Hechos interesantes
Las estrellas han sido apagadas solo dos veces de manera intencional. La primera fue durante los bombardeos de la Wehrmacht nazi de 1941-1942 en la Segunda Guerra Mundial, y la segunda en 1996, cuando el director Nikita Mijalkov pidió una autorización especial para rodar escenas de la película El barbero de Siberia en pleno Kremlin.
Una de las estrellas viejas con la hoz y el martillo se puede ver actualmente sobre la torre de la estación de trenes Severny Rachnoi de Moscú.
Durante la época comunista, algunos países del bloque del Este colocaron estrellas similares en sus instalaciones públicas como símbolo de su adhesión política. De 1954 a 1990, la Casa Central del Partido Comunista de Bulgaria en Sofía lució una estrella roja (una réplica de la soviética); hoy en día, la estrella puede verse en el Museo de Arte Socialista de Sofía. Desde 1947 el Parlamento de Budapest mostró una estrella roja coronando su cúpula, hasta que fue desmantelada en 1990.
|                                                                        |
| Estrella antigua sobre la torre de la Estación Severny Rachnoide Moscú |

|                                                                  |
| Estrella roja en el Museo de Arte Socialista de Sofía (Bulgaria) |